# 8515 Corvan
8515 Corvan è un asteroide della fascia principale. Scoperto nel 1991, presenta un'orbita caratterizzata da un semiasse maggiore pari a 2,6203405 UA e da un'eccentricità di 0,1639249, inclinata di 13,20903° rispetto all'eclittica.